# 梅村淸明
梅村 淸明（うめむら せいめい、1908年9月10日 - 1995年7月14日）は、日本の体育学者、教育者。

## 経歴
中京商業学校創立者の梅村淸光の子息として茨城県水戸市において生まれた。旧制愛知第一中学校（現 愛知県立旭丘高等学校）、名古屋高等商業学校（現名古屋大学）、神戸商業大学（現神戸大学）をそれぞれ卒業する。
神戸商業大学卒業後に父が興した中京商業学校の教諭となる が、1933年に父の逝去により中京商業学校校長（梅村学園2代目校主）となる。1935年には1932年ロサンゼルスオリンピック陸上競技日本代表で、日本陸上競技選手権大会女子100mを3連覇した渡辺すみ子と婚姻する。
1942年に日本軍に召集されて出征。大東亜戦争終結後にソビエト連邦軍に拉致され、シベリア抑留の憂き目に遭う が、苦難の末に1949年に日本へ帰国する。
1951年に現行の学校法人梅村学園理事長に就任。1954年に現在の中京大学の母体となる中京短期大学を開学して学長に就任し、1956年に現在の4年制へ改組し中京大学に改称した。
1959年に中京圏大学として初となる体育学部（現 スポーツ科学部）を開設。開設に当たっては金沢大学で教鞭を執っていた戦前のオリンピック選手・齋藤兼吉を初代学部長として招聘している。
1962年には三重県の松阪市に三重高等学校を創設、さらに1982年には松阪大学（後の三重中京大学）を開学している（2013年に大学廃校）。
1960年代から1970年代にかけて、東海学生陸上競技連盟会長を務める。東海学生駅伝対校選手権大会が戦前から戦後の一時期（1937年から1948年）に伊勢神宮～熱田神宮間のルートで『参宮駅伝』として開催されていたことに思いを致し、『参宮駅伝を復活させたい』と思っていたところに朝日新聞社から『東京箱根間往復大学駅伝競走を超える、大学駅伝日本一決定戦の競走をやりたい』という提案があったことから梅村もこれを快諾、戦前とルートを逆にして熱田神宮～伊勢神宮間を走る『全日本大学駅伝対校選手権大会』として開催することを決裁している。
梅村は鶴峯治（水泳）、瀧正男（野球）を始め、中京大学グループの運動部に有能な指導者を招聘するなど人材育成にも力を注いた。
1972年に中京大学体育学部がキャンパスを豊田市に移転したことを機として学長を退任、小山福松へバトンタッチしその後は梅村学園理事長に専心した。
1995年7月14日に死去した。86歳没。

## 賞詞
- 朝日スポーツ賞（1979年）[13]
- 中日文化賞（1981年）[14]